# Artjom Andrejewitsch Kosjulin
Artjom Andrejewitsch Kosjulin (georgisch არტიომ კოზიულინი, russisch Артём Андреевич Козюлин; * 22. Februar 1996 in Kotelnikowo, Russland) ist ein russisch-georgischer Eishockeyspieler, der seit 2015 bei den Grey Wolves Tbilisi in der Georgischen Eishockeyliga spielt.

## Karriere
Kosjulin begann seine Karriere bei North Star Moskau und spielte 2014/15 für die Silver Lions Sankt Petersburg. 2015 bis 2107 spielte er bei den Gladiators Scolipe in der Moskauer Studentenliga. Daneben ist er seit 2016 bei den Grey Wolves Tbilisi in der georgischen Eishockeyliga aktiv und spielt seit 2017 ausschließlich dort.

### International
Kosjulin, der russisch-georgischer Doppelstaatler ist, gab sein Debüt für die georgische Nationalmannschaft bei der Weltmeisterschaft der Division III 2016. Er erzielte in fünf Spielen neun Tore und gab vier Torvorlagen. Damit war er der gemeinsam mit dem Türken Serdar Semiz und dem Luxemburger Colm Cannon drittbester Scorer des Turniers hinter seinem Landsmann Boris Kotschkin und dem Türken Emrah Özmen sowie hinter diesen beiden auch drittbester Scorer des Turniers. Ein Jahr später schloss er das Turnier der Division III 2017 als Topscorer und bester Torschütze ab. Auch 2018, als den Georgiern erstmals der Aufstieg in die Division II gelang, spielte Kosjulin in der Division III. Bei den Weltmeisterschaften 2019, 2022, 2023 und 2024 spielte er dann in der Division II. Zudem vertrat er seine Farben bei der Olympiaqualifikation für die Winterspiele in Mailand 2026.
Kosjulin ist Topscorer und Torschützenkönig der georgischen Nationalmannschaft.

## Erfolge und Auszeichnungen
- 2017 Topscorer der Weltmeisterschaft der Division III
- 2017 Bester Torschütze der Weltmeisterschaft der Division III
- 2018 Aufstieg in die Division II, Gruppe B, bei der Weltmeisterschaft der Division III
- 2022 Aufstieg in die Division II, Gruppe A, bei der Weltmeisterschaft der Division II, Gruppe B